# Hirtocossus crucis
Hirtocossus crucis is een vlinder uit de familie van de Houtboorders (Cossidae). De wetenschappelijke naam van de soort is voor het eerst gepubliceerd in 1914 door George Hamilton Kenrick.
De soort komt voor in Madagaskar.